# Gigi Lai
Gigi Lai (caratteri cinesi: 黎姿; pinyin: Lái Zī; jyutping: Lai4 Zi1; Hong Kong, 1º ottobre 1971) è una cantante e attrice cinese con origini di Xinhui, nel Guangdong.
Sotto contratto con l'emittente televisiva TVB per tutta la durata della sua carriera, Gigi Lai si è ritirata dal mondo dello spettacolo ad ottobre del 2008.

## Biografia
Nipote di Lai Man-Wai, figura chiave della prima generazione di registi di Hong Kong, Gigi ha debuttato nel mondo dello spettacolo a 14 anni per poter fornire un supporto finanziario alla propria famiglia. Negli anni '90 pubblicò diversi album come cantante, sia in ambito cantopop che mandopop.
Durante i primi anni della carriera da attrice, Lai ottenne dei ruoli per i quali impiegò del tempo prima di scrollarsi di dosso l'immagine "superficiale e infantile", tuttavia riuscì in seguito ad ottenere diversi ruoli più seri ed acclamati dalla critica. Nel 2004, vinse il premio come "Attrice più Popolare" ai TVB Anniversary Awards, per il ruolo nella serie televisiva War and Beauty. Tra i più grandi successi di Lai, figura la serie di film Young and Dangerous, campione d'incassi ai botteghini di Hong Kong. Nel 2008, tuttavia, alla première del film The Gem of Life, l'attrice ha annunciato che si sarebbe ritirata dal mondo dello spettacolo per potersi occupare degli affari del fratello, poiché quest'ultimo aveva avuto nel 2007 un serio incidente automobilistico.
All'inizio del 2008, Lai ha sposò l'imprenditore Patrick Ma Ting-kung. Subito dopo, la cantante si trovò a smentire delle voci su una sua presunta gravidanza, tuttavia verso la fine di quell'anno si ritirò dal mondo dello spettacolo.
A marzo 2010, Lai ha confermato di essere incinta di due gemelli e, il 25 luglio dello stesso anno, ha dato alla luce due bambine.

## Discografia
- 1993: 如果真的戀愛 If this is Real Love (cantonese)
- 1994: 不是娃娃 Not A Doll (cantonese)
- 1994: 如此這般的....愛情故事 Such a Love Story (cantonese)
- 1995: 聽話 ( 國語專輯) Obedient (cinese)
- 1996: 姿不姿之間 Between Gigi (cantonese)
- 1996: 旅行 ( 國語專輯) Traveling (cantonese)
- 1997: 給你吧 ( 國語專輯) Give to me (cinese)[12]

## Filmografia
| Anno | Titolo                                   | Ruolo                         | Note                                        |
| ---- | ---------------------------------------- | ----------------------------- | ------------------------------------------- |
| 1985 | Happy Ghost II                           | Studentessa                   |                                             |
| 1986 | The Family Strikes Back                  | Lai Chi                       |                                             |
| 1986 | United We Stand                          | Polly Ho                      |                                             |
| 1990 | Dragon in Jail                           | Winnie Sung                   |                                             |
| 1991 | The Queen of Gamble                      | Linda                         |                                             |
| 1991 | Spiritual Trinity                        | Hsiu Shuan                    |                                             |
| 1991 | Queen of Underworld                      | Butterfly Lam                 |                                             |
| 1993 | Secret Signs                             | Jackie                        |                                             |
| 1993 | Kung Fu Cult Master                      | Chow Chi-Yu                   |                                             |
| 1994 | To Live and Die in Tsimshatsui           | Moon                          |                                             |
| 1996 | Young and Dangerous                      | Smartie/Stammer               |                                             |
| 1996 | Young and Dangerous 2                    | Smartie/Stammer               |                                             |
| 1996 | Young and Dangerous 3                    | Smartie/Stammer               |                                             |
| 1996 | Street of Fury                           | Yi                            |                                             |
| 1996 | Till Death Do We Laugh                   | Mill                          |                                             |
| 1997 | All's Well, Ends Well 1997               | Gigi                          |                                             |
| 1997 | 24 Hours Ghost Story                     | Siu Wan                       |                                             |
| 1997 | Cause We Are So Young                    | Mimi                          |                                             |
| 1997 | Destination: 9th Heaven                  | Mona Chin                     |                                             |
| 1997 | Theft Under the Sun                      | Fai-fai                       |                                             |
| 1998 | Ninth Happiness                          | Miss Hung                     |                                             |
| 1998 | Super Energetic Man                      | Principessa Lychee            |                                             |
| 1998 | The Three Lustketeers                    | Angela                        |                                             |
| 1998 | Haunted Mansion                          | Gigi                          |                                             |
| 1999 | The Accident                             | Cindy                         |                                             |
| 1999 | Troublesome Night 6                      | Kwok Siu Heung                |                                             |
| 1999 | A Wicked Ghost                           | Cessy                         |                                             |
| 2000 | Fist Power                               | Hung                          |                                             |
| 2000 | One Drop of Blood Per Step               |                               | a.k.a. One Drop of Blood Perstep            |
| 2000 | Black Blood                              |                               |                                             |
| 2000 | Raped by an Angel 5: The Final Judgement | Nancy                         |                                             |
| 2000 | To Where He Belongs                      | Yuet                          |                                             |
| 2000 | Queenie and King the Lovers              | Eliza                         |                                             |
| 2000 | The Legend of the Flying Swordsman       | Cher                          |                                             |
| 2000 | Man Wanted 3                             | Ho Siu Chi / Gi Ho            |                                             |
| 2000 | Young and Dangerous 6: Born to Be King   | Rong Yu                       |                                             |
| 2000 | Okinawa Rendez-vous                      | Sandy                         |                                             |
| 2000 | For Bad Boys Only                        | Tiny                          |                                             |
| 2001 | Body Puzzle                              |                               |                                             |
| 2002 | Devil Face, Angel Heart                  | Wendy                         |                                             |
| 2002 | A Wicked Ghost III: The Possession       | Catherine / Taoista Ding Dong | a.k.a. The Wicked Ghost III: The Possession |
| 2002 | The Master Swordsman Returns             |                               |                                             |
| 2003 | The Dark Side of My Mind                 | Coco                          |                                             |
| 2003 | News Heart                               | Gigi                          | a.k.a. New's Heart                          |
| 2003 | 1:99 Shorts                              |                               | a.k.a. 1:99 Short Film Series               |
| 2009 | Team of Miracle: We Will Rock You        | Amanda Liu                    |                                             |

| Anno | Titolo                               | Ruolo                                | Rete televisiva      | Premi | Note                                 |
| ---- | ------------------------------------ | ------------------------------------ | -------------------- | --- | ------------------------------------ |
| 1991 | Drifters                             | Ching Ga Bo                          | TVB Jade             | |                                      |
| 1992 | The Change of Time                   | Cheuk Nga Yun                        | TVB Jade             | |                                      |
| 1992 | Eastern Hero                         | Tung Ji Gwan                         | TVB Jade             | |                                      |
| 1992 | The Stake                            | Lok Ga Kei                           | TVB Jade             | |                                      |
| 1992 | Wong Fei Hung Returns                | Miu Jyu                              | TVB Jade             | |                                      |
| 1993 | The Link                             | Tong Ho Kei                          | TVB Jade             | |                                      |
| 1993 | The Heroes From Shaolin              | Dun Muk Giu                          | TVB Jade             | | a.k.a. Heroes From Shaolin           |
| 1994 | Heartstrings                         | Gam Suet Mui                         | TVB Jade             | |                                      |
| 1996 | The Criminal Investigator II         | Tammy                                | TVB Jade             | |                                      |
| 2000 | The Heaven Sword and Dragon Saber    | Chiu Man                             | TVB Jade             | |                                      |
| 2001 | Master Swordsman Lu Xiaofeng 2       | Han Ling                             | TCS / TVB Jade       | |                                      |
| 2001 | The New Adventures of Chor Lau-heung | Su Rongrong                          | CTS / TVB Jade       | |                                      |
| 2002 | Doomed to Oblivion                   | Wong Yut Che                         | TVB Drama / TVB Jade | | Archiviato e trasmesso solo nel 2007 |
| 2003 | Fate Twisters                        | Lum Oi Mei / Lum Ah Nui              | TVB Jade             | |                                      |
| 2003 | Riches and Stitches                  | Hoi Tong                             | TVBS                 | | Archiviato                           |
| 2003 | Twilight Tubes Part II               |                                      | TVB                  | |                                      |
| 2004 | War and Beauty                       | Hou-Jia Yu-Ying                      | TVB Jade             | TVB Anniversary Awards, "Miglior Attrice" TVB Awards, "Miglior Personaggio Televisivo"                          |                                      |
| 2004 | Shades of Truth                      | Man Fung Lin / Poon Gum Lin (Nicole) | TVB Jade             | |                                      |
| 2005 | Healing Hands III                    | Frances                              | TVB Jade             | |                                      |
| 2005 | The Charm Beneath                    | Chuk Ming-Wai                        | TVB Jade             | Nomination – TVB Anniversary Awards, "Miglior Attrice"                                                          |                                      |
| 2006 | The Dance of Passion                 | Kai Ming-Fung                        | TVB Jade             | Nomination – TVB Anniversary Awards, "Miglior Attrice" Nomination – TVB Awards, "Miglior Personaggio Femminile" |                                      |
| 2007 | Life Art                             | Yam Tsi-Wah                          | TVB Jade             | |                                      |
| 2007 | The Ultimate Crime Fighter           | Wong Ching-Ying                      | TVB Jade             | Nomination – TVB Anniversary Awards, "Miglior Attrice" Nomination – TVB Awards, "Miglior Personaggio Femminile" |                                      |
| 2008 | The Gem of Life                      | Hong Nga-Tung (Constance)            | TVB Jade             | Nomination – TVB Anniversary Awards, "Miglior Attrice"                                                          |                                      |

## Premi
- 1993 - Singolo più venduto
- 1994 - Top 10 delle canzoni cinesi (secondo premio)
- 1994 - JSG, "Miglior Talento Canoro Esordiente"
- 2004 - Trentasettesimi TVB Anniversary Awards, "Miglior Attrice" per il ruolo di Yuk Ying in War and Beauty
- 2004 - Trentasettesimi TVB Anniversary Awards, "Miglior Personaggio" per il ruolo di Yuk Ying in War and Beauty
- 2004 - Black and White Television Characters Awards, "Miglior Attrice"
- 2004 - Metro Awards, "Miglior Duetto Canoro" per la canzone Poison feat. Bowie Lam
- 2004 - Metroshowbiz TV Awards, Attrice in Top 10
- 2004 - Watson's Annual Health & Beauty Awards, "Artista con la Miglior Pelle"
- 2005 - TVB Weekly Popularity Awards, "Miglior Artista da Copertina"
- 2005 - TVB Weekly Popularity Awards, "Miglior Artista Femminile"
- 2005 - TVB Weekly Popularity Awards, "Miglior Ruolo Storico Femminile"
- 2005 - TVB Weekly Popularity Awards, "Miglior Artista"
- 2005 - Next Magazine TV Awards, Artista in Top 10
- 2005 - Next Magazine Sponsorship Awards, "Attrice più Stilosa"
- 2005 - Premio in Top 10 per gli Artisti Meglio Vestiti
- 2005 - Watson's Annual Health & Beauty Awards, "Artista con la Miglior Pelle"
- 2005 - Metroshowbiz TV Awards, "Attrice in Top 10"
- 2006 - Astro TV Drama Award, "Miglior Personaggio Femminile" per War and Beauty
- 2006 - Astro TV Drama Award, "Miglior Bellezza Fatale" per War and Beauty
- 2006 - TVB Weekly Popularity Awards, Artista in Top 10
- 2006 - Watson's Annual Health & Beauty Awards, "Artista con la Miglior Pelle"
- 2006 - China Entertainment Awards, "Miglior Attrice non Cinese"
- 2006 - Chinese TV 10 Years Awards, "10 Anni di Grandi Risultati"[13]
- 2006 - Moves China Award, "Artista dell'Anno"
- 2006 - China Hunan TV Station, "Miglior Attrice" per il ruolo di Yuk Ying in War and Beauty
- 2006 - Metroshowbiz TV Awards, Attrice in Top 10
- 2006 - Premio in Top 10 per gli Artisti Meglio Vestiti
- 2006 - Attrice con cui gli Uomini Vorrebbero Guardare la Coppa del Mondo
- 2007 - Astro TV Drama Awards, "Miglior Momento Televisivo" per il ruolo di Frances in Healing Hands 3
- 2007 - Health Choice Award
- 2007 - China/HK 10th Entertainment Awards, "Miglior Attrice"
- 2007 - China/HK 10th Entertainment Awards, "Miglior Coppia Canora" con Bowie Lam
- 2007 - Watson's HWB Awards - Premio Top Diamond
- 2007 - Singapore I-weekly Magazine - "Attrici più Amate di Hong Kong in Top 10"
- 2007 - Quarantesimi TVB Anniversary Awards - "Miglior Attrice della TVB per il Pubblico della Cina Continentale"
- 2008 - Astro TV Drama Award – "Miglior Attrice" per Dance of Passion
- 2008 - Astro TV Drama Award – "Miglior Personaggio" per Dance of Passion
- 2008 - Hong Kong-Asia Film Financing Forum - Artista Televisiva Femminile più Popolare di Hong Kong in Top 6
- 2008 - Ventesimi HKFDA Awards - "Personalità Meglio Vestita"
- 2009 - New York Festivals Television and Film Awards, TVB di Hong Kong: "Miglior Performance" per The Ultimate Crime Fighter